# Новоселівська сільська рада (Сімферопольський район)
Новосе́лівська сільська́ ра́да — адміністративно-територіальна одиниця та орган місцевого самоврядування в Сімферопольському районі Автономної Республіки Крим. Адміністративний центр — село Новоселівка.

## Загальні відомості
- Населення ради: 1 507 осіб (станом на 2001 рік)

## Населені пункти
Сільській раді підпорядковані населені пункти:
- с. Новоселівка

## Склад ради
Рада складається з 20 депутатів та голови.
- Голова ради: Халеян Ашот Самсонович
- Секретар ради: Бойченко Лілія Юріївна

### Керівний склад попередніх скликань
| Прізвище, ім'я, по батькові | Основні відомості                                                         | Дата обрання | Дата звільнення |
| --------------------------- | ------------------------------------------------------------------------- | ------------ | --------------- |
| Халєян Ашот Самсонович      | Сільський голова, 1965 року народження, безпартійний                      | 26.03.2006   | 31.10.2010      |
| Халеян Ашот Самсонович      | Сільський голова, 1965 року народження, освіта вища, член Партії регіонів | 31.10.2010   |                 |

Примітка: таблиця складена за даними сайту Верховної Ради України

### Депутати
За результатами місцевих виборів 2010 року депутатами ради стали:

#### За суб'єктами висування
| Суб'єкт висування | Кількість обраних депутатів | %  |
| ----------------- | --------------------------- | -- |
| Партія регіонів   | 16                          | 80 |
| Самовисування     | 3                           | 15 |
| Партія «Союз»     | 1                           | 5  |

#### За округами
| № округу        | Прізвище, ім'я, по батькові      | Дата визнання обраним | Освіта  | Партійна приналежність      | Відомості про обраного депутата                        |
| --------------- | -------------------------------- | --------------------- | ------- | --------------------------- | ------------------------------------------------------ |
| Партія регіонів |                                  |                       |         |                             |                                                        |
| 1               | Джемакулов Марат Валерійович     | 04.11.2010            | вища    | член Партії регіонів        | ДП "Агрофірма «Завєтноє», агроном                      |
| 2               | Шувалова Анастасія Олександрівна | 04.11.2010            | вища    | член Партії регіонів        | Новоселівська сільська рада, інспектор                 |
| 3               | Бондаренко Тетяна Іванівна       | 04.11.2010            | середня | член Партії регіонів        | Новоселівська СВА, молодша медсестра                   |
| 4               | Бойченко Лілія Юріївна           | 04.11.2010            | середня | член Партії регіонів        | Новоселівська сільська рада, секретар                  |
| 5               | Маркова Наталя Григорівна        | 04.11.2010            | середня | член Партії регіонів        | КРКПЛ № 1, молодша медсестра                           |
| 7               | Кухтіна Світлана Тихонівна       | 04.11.2010            | середня | член Партії регіонів        | КРКПЛ № 1, молодша медсестра                           |
| 8               | Гончарова Тетяна Афанасіївна     | 04.11.2010            | середня | член Партії регіонів        | Новоселівська сільська рада, касир                     |
| 9               | Стус Тамара Олександрівна        | 04.11.2010            | вища    | член Партії регіонів        | Новоселівська сільська рада, інспектор ВУС             |
| 10              | Руді Галина Миколаївна           | 04.11.2010            | вища    | член Партії регіонів        | ДП "Агрофірма «Завєтноє», бригадир                     |
| 13              | Іпатов Руслан Геннадійович       | 04.11.2010            | вища    | член Партії регіонів        | ДП "Агрофірма «Завєтноє», начальник гаражу             |
| 14              | Якушев Микола Миколайович        | 04.11.2010            | вища    | член Партії регіонів        | Новоселівська загальноосвітня школа I–III ст., завгосп |
| 15              | Рибачек Інна Михайлівна          | 04.11.2010            | вища    | член Партії регіонів        | Новоселівська сільська рада, інспектор                 |
| 16              | Халєян Анжеліка Рафіківна        | 04.11.2010            | вища    | позапартійна                | ДП ЦРА № 4, фармацевт                                  |
| 17              | Караванова Віра Федотівна        | 04.11.2010            | середня | член Партії регіонів        | пенсіонер                                              |
| 18              | Ісмаілов Арсен Нурійович         | 04.11.2010            | середня | член Партії «Союз»          | СТО «Ніссан», автослюсар                               |
| 19              | Рясенець Тетяна Вікторівна       | 04.11.2010            | середня | член Партії регіонів        | Новоселівська сільська рада, бухгалтер                 |
| Партія «Союз»   |                                  |                       |         |                             |                                                        |
| 20              | Малінов Олександр Віталійович    | 04.11.2010            | середня | член Партії «Союз»          | ДАК-Інформ, кур'єр                                     |
| Самовисування   |                                  |                       |         |                             |                                                        |
| 6               | Мурадасілов Сервер Ягьяйович     | 04.11.2010            | вища    | позапартійний               | Сакське УЕГГ, інженер-механік                          |
| 11              | Мамбедалієва Шемсунур Февзіївна  | 04.11.2010            | вища    | член Народного Руху України | ПП «Мамбедалієва»                                      |
| 12              | Суфянов Ернес Сейталійович       | 04.11.2010            | вища    | позапартійний               | ДП "Агрофірма «Завєтноє», електрик                     |